# Mlowokarangtalun
Mlowokarangtalun is een bestuurslaag in het regentschap Grobogan van de provincie Midden-Java, Indonesië. Mlowokarangtalun telt 5512 inwoners (volkstelling 2010).